# Rado Lah
Rado Lah, slovenski agronom, publicist in urednik, * 1. julij 1879, Trst, † 9. november 1955, Logatec.

## Življenjepis
Rado Lah se je rodil v Tstu, kjer je dokončal ljudsko šolo in od leta 1892 do 1900 gimnazijo. Nato je študiral na visoki šoli za kmetijstvo na Dunaju in 1904 diplomiral iz agronomije. Po končanem študiju je služboval pri knezu Schwarzenbergu na njegovih posestvih Třeboň (Wittingau) in Lovosice na Moravskem (1904–07), postal 1908 kmetijski potovalni učitelj v Sežani, bil od jeseni 1910 do decembra 1917 namestnik deželnega kulturnega nadzornika pri namestništvu v Trstu, od 1918 tajnik pri Kmetijski družbi za Kranjsko, kjer je 1928 napredoval za ravnatelja.
Kasneje je bil od leta 1936 do 1941 ravnatelj kmetijske šole v Šentjurju ter v obdobju 1946 do 1952 vodja agrarnoekonomskega oddelka Kmetijskega znanstvenega zavoda Slovenije v Ljubljani. Objavil je dve strokovni knjigi in več sto člankov in razprav tako v slovenskem kot tujem tisku.

## Publicistično delo
Sodeloval je pri Wiener landwirtschaftliche Zeitung (1910–14), od 1912 pri glasilu Kmetovalec kateremu mu je maja 1918 postal urednik in ga v duhu svojega prednika Pirca vodil do 1923; v avgustu 1931 mu je družbin glavni odbor zopet poveril uredništvo, ki ga je vodil do 1934. Strokovne članke o raznih panogah kmetijstva, posebno o poljedelstvu in živinoreji je večinoma objavljal v Kmetovalcu, anonimno tudi  Domoljubovi prilogi »Gospodar«, dopisoval je v beograjski Privredni pregled (1924–29), novosadski Poljoprivredni glasnik, Bankarstvo (1928–29) in druge liste. Ob 160 letnici Kmetijske družbe je poročal o njeni zgodovini, o kmetijskih razstavah v Sloveniji  in o vplivu Kmetijske družbe na kulturne ustanove v Sloveniji. Po naročilu delegacije proizvajalcev čilskega solitra je napisal brošuri Pridelovanje žita (Beograd, 1924) in Hmeljarstvo (Beogr., 1925).